# Caso Benalla

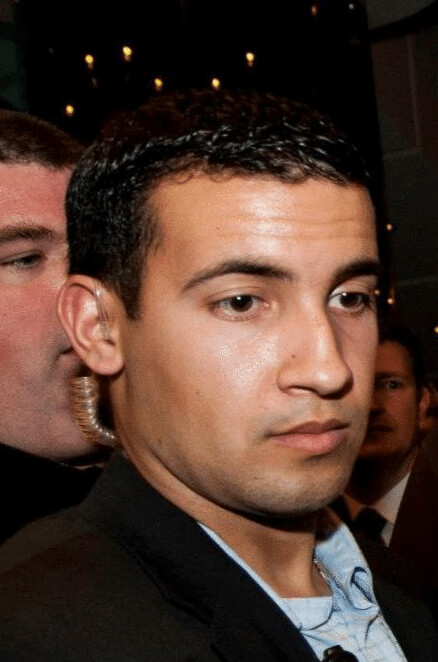
Alexandre Benalla nel 2013.

Il caso Benalla è una vicenda politico-giudiziaria che ha investito il presidente della Repubblica Francese Emmanuel Macron, dopo le violenze del primo maggio 2018, durante le manifestazioni per la Festa del Lavoro. Deve il suo nome ad Alexandre Benalla, collaboratore responsabile della sicurezza all'Eliseo, che è stato incriminato per avere illecitamente fermato dei manifestanti, aggredendoli e per avere usurpato simboli e funzioni della Gendarmeria. Lo scandalo è stato rivelato dal quotidiano francese Le Monde il 18 luglio. In un'altra registrazione si vede Benalla che aggredisce due ragazze al parco, che si danno alla fuga terrorizzate.
Lo scandalo ha investito Macron perché in un primo momento l'Eliseo ha sospeso Benalla dalle sue funzioni e dallo stipendio per 10 giorni, motivando che tale era la sanzione più grave prevista per un dipendente dell'Eliseo stesso. Benalla è stato un personaggio centrale della campagna elettorale per le presidenziali di Macron e referente delle forze di polizia.
Pochi giorni dopo, secondo un'altra rivelazione fatta dal Canard enchaîné, Benalla sarebbe stato responsabile di aver imposto un "ritmo infernale" al convoglio dei Bleus il 16 luglio per potere garantire a Macron l'apertura in diretta dei TG delle 20 dall'Eliseo con i giocatori di calcio della nazionale francese, campioni del mondo in Russia.
Immediatamente dopo lo scoppio dello scandalo è stata istituita una commissione d'inchiesta parlamentare.
Posteriormente, il 31 luglio, dopo due mozioni di sfiducia presentate dalla destra e dalla sinistra, il governo di Édouard Philippe ha superato il problema grazie alla sua ampia maggioranza all'Assemblea nazionale.